# Mary och häxans blomma
Mary och häxans blomma (japanska: メアリと魔女の花, Meari to majo no hana?) är en japansk animerad långfilm från 2017. Den är animerad av Studio Ponoc och regisserad av Hiromasa Yonebayashi, tidigare verksam på Studio Ghibli. Producent är Yoshiaki Nishimura.

## Handling
Filmen är baserad på Mary Stewarts barnbok The Little Broomstick från 1971 och handlar om en ung flicka som upptäcker en magisk blomma.

## Rollista
| Roll               | Japansk originalröst | Svensk röst        |
| ------------------ | -------------------- | ------------------ |
| Mary               | Hana Sugisaki        | Lea Heed           |
| Madame Mummelshuck | Yūkiu Amami          | Josefina Hylén     |
| Peter              | Ryunosuke Kamiki     | Eliott Gillinger   |
| Doktor Dee         | Fumiyo Kohinata      | Lars-Göran Persson |
| Faster Charlotte   | Shinobu Otake        | Irene Lindh        |
| Flanagan           | Jiro Sato            | Fredrik Lexfors    |
| Unga Charlotte     | Hikari Mitsushima    | Amanda Jennefors   |
| Lisbeth            |                      | Lotta Ardai        |
| Sebastian          |                      | Gunnar Ernblad     |
| Övriga röster      |                      | Nicklas Berglund   |

## Produktion
Produktionsbolaget Studio Ponoc grundades April 15, 2015, av producenten Yoshiaki Nishimura från Studio Ghibli (som vid samma tid lagts i "malpåse"). Därefter anslöt ett antal andra tidigare Studio Ghibli-anställda till den nya studion. Mary to majo no hana är studions första långfilmsproduktion. Regissören Yonebayashi har tidigare meddelat att han ville att filmen skulle bli något helt annat än hans sista Ghibli-film När Marnie var där; den slutliga filmen har däremot drag av både Kikis expressbud (ung flicka på flygande kvast), Ponyo på klippan vid havet (titelpersonens utseende) och Det levande slottet (Peter, Marys "motståndare").

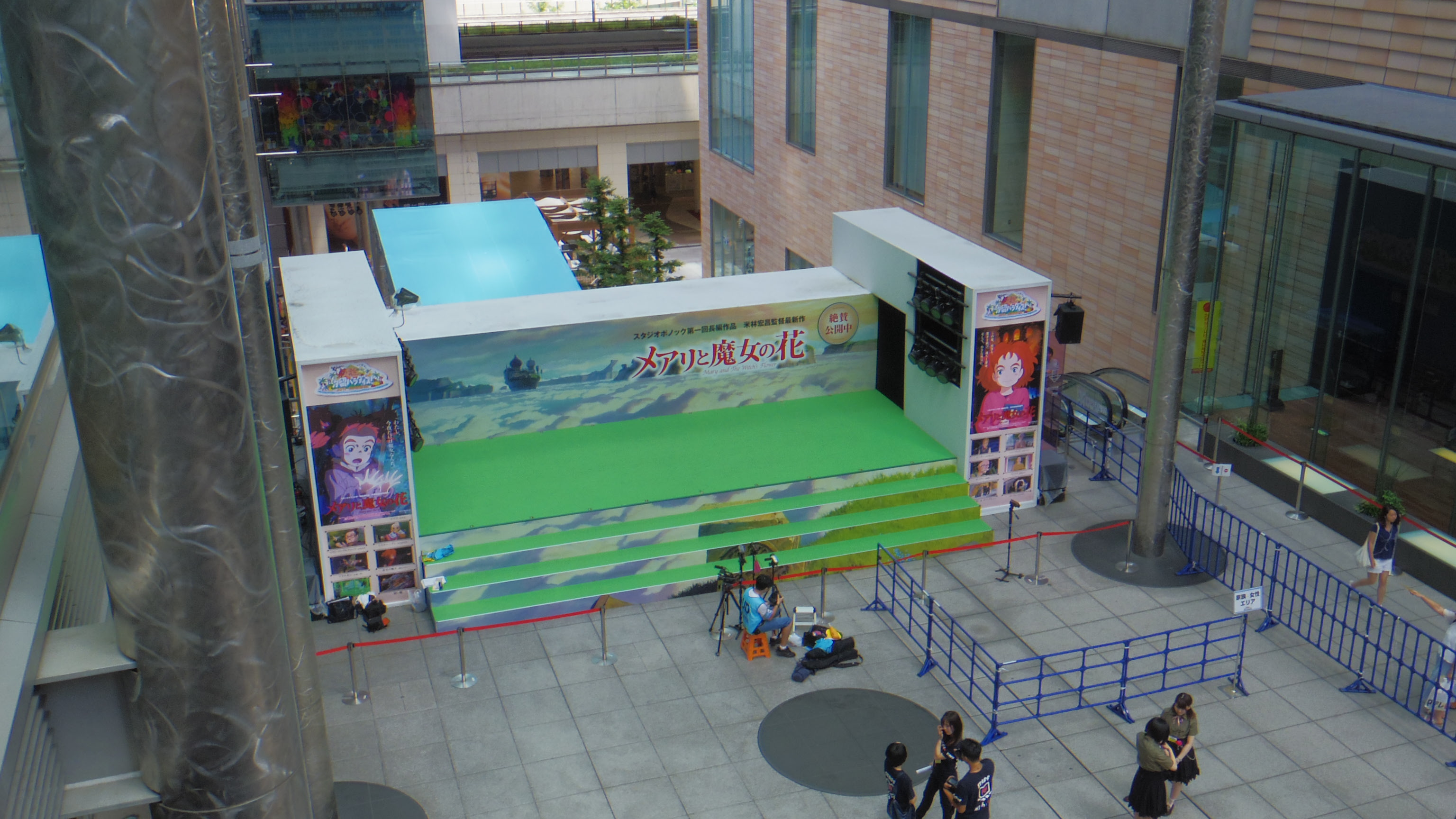
Foto från marknadsföringskampanjen för filmen i Japan, sommaren 2017.

Mary to majo no hana hade japansk biopremiär 8 juli 2017. I januari 2018 hade den premiär i USA (både textad och dubbad), under titeln Mary and the Witch's Flower. Premiär i Sverige var den 10 augusti 2018.